# Ami Koshimizu
Pour les articles homonymes, voir Koshimizu (homonymie).
 (septembre 2008).
Si vous disposez d'ouvrages ou d'articles de référence ou si vous connaissez des sites web de qualité traitant du thème abordé ici, merci de compléter l'article en donnant les références utiles à sa vérifiabilité et en les liant à la section « Notes et références ».
Ami Koshimizu (小清水 亜美, Koshimizu Ami), née le 15 février 1986 à Tōkyō au Japon, est une seiyū japonaise.

## Doublage

### Années 2000
2003
- Nadja : Nadja Applefield
- Gunslinger girl : Claes

2004
- School rumble : Tenma Tsukamoto

2005
- Eureka Seven : Anemone
- Futakoi alternative : Sumireko Ichijō
- Blood+ : Mao Jahana
- Mai-Otome : Nina Wáng
- Loveless : Ai
- Mushishi : Isaza

2006
- Kujibiki Unbalance : Ritsuko Kübel Kettenkrad
- Code Geass: Lelouch of the Rebellion : Kallen Stadtfeld
- Simoun : Paraietta
- School rumble Ni Gakki : Tenma Tsukamoto
- Death Note : Yuri

2007
- Kishin Taisen Gigantic Formula : Evita Lambert
- Genshiken 2 : Ritsuko Kübel Kettenkrad
- Sola : Sae Sakura
- Myself ; Yourself : Nanaka Yatsushiro

2008
- Code Geass - Lelouch of The Rebellion R2 : Kallen Stadtfeld
- Strike Witches : Charlotte E. Yeager
- Spice and wolf : Holo

2009
- Spice and wolf 2 : Holo
- Umineko no Naku Koro ni : Rosa Ushiromiya
- Saki : Nodoka Haramura

### Années 2010
2010
- Omamori Himari : Noihara Himari

2011
- Suite PreCure : Hibiki Hōjō / Cure Melody
- Que sa volonté soit faite : Kusunoki Kasuga

2012
- Super Danganronpa 2 / Danganronpa 2:Goodbye Despair : Ibuki Mioda

2013
- Kill la Kill : Matoi Ryūko
- RWBY : Yang Xiao Long (version japonaise)
- Kōtetsu no Vandetta : Rain Yashima

2014
- Sailor Moon Crystal : Makoto Kino / Sailor Jupiter

2015
- Tokyo Mirage Sessions #FE : Maiko Shimazaki

2016
- The King of Fighters XIV : Mai Shiranui
- Tales of Berseria : Eleanor
- Bungou Stray Dogs : Kôyô Ozaki

2018
- Devilman Crybaby : Miko

### Années 2020
2023
- Bofuri : Je suis pas venue ici pour souffrir alors j'ai tout mis en défense. 2 : Bell ; nouvelle secrétaire
- Fire Emblem Engage : Timerra
- Fire Emblem Heroes : Heather ; Timerra
- Edomae Elf / Otaku Elf : Eldarie Irma Fanomene
- Tate no Yūsha no Nariagari Season 3 : Nadia / Sadeena
- Les Carnets de l'Apothicaire : Pailin

2024
- Tsukimichi -Moonlit Fantasy- Saison 2 : Navarre Polar
- Spice and Wolf: MERCHANT MEETS THE WISE WOLF : Holo

2025
- Les Carnets de l'Apothicaire Saison 2 : Pailin
- Tate no Yūsha no Nariagari Season 4 : Nadia / Sadeena